# بزرگراه میان‌ایالتی ۱۹
بزرگراه میان ایالتی ۱۹ (به انگلیسی: Interstate-19، مخفف:I-19) یکی از بزرگراه‌های میان ایالتی آمریکاست؛ که مسیر شمالی-جنوبی داشته و زیرمجموعه ندارد.